# Apeadeiro de Fontainhas
O Apeadeiro de Fontainhas foi uma interface da Linha do Algarve, que servia a zona de Fontainhas, no concelho de Albufeira, em Portugal.

## História

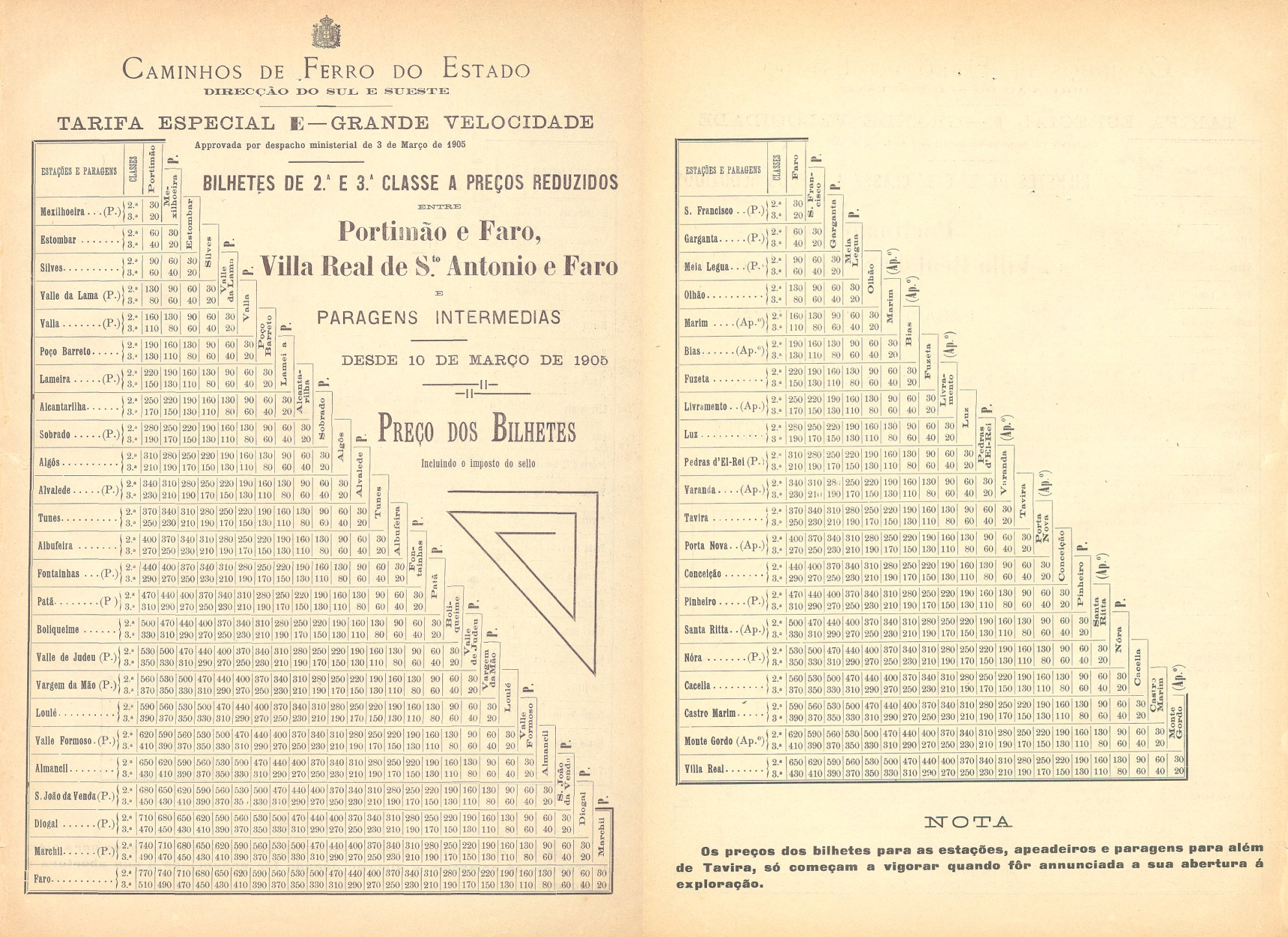
Aviso de 1905, onde Fontainhas tem a categoria de paragem.

O Apeadeiro de Fontainhas inseria-se no lanço da Linha do Algarve entre Tunes e Faro, que foi inaugurado em 1 de Julho de 1889.